# Ridderkerk
Ridderkerk  este o comună și o localitate în provincia Olanda de Sud, Țările de Jos. Comuna face parte din aglomerația orașului Rotterdam.

## Localități componente
Ridderkerk, Bolnes, Oostendam, Rijsoord, Slikkerveer.